# Schalkenbach
Schalkenbach é um município da Alemanha localizada no distrito de Ahrweiler, na associação municipal de Verbandsgemeinde Brohltal, no estado da Renânia-Palatinado.